# Āyāt

Simbolo che segna la fine di una āya

Nell'Islam le āyāt  (in arabo آيات‎?, letteralmente segni o prodigi) sono i 6.236 versetti (di 77.439 parole) alla base delle 114 sure del Corano. La parola è collegata all'ambiguo «ot» (אות in ebraico), che significa sia "segno" che "lettera".
La valenza soprannaturale delle āyāt è data dalla propria natura divina, essendo per i musulmani l'intero Corano testuale 'parola di Allah'.
Si noti che da āyāt discende il sostantivo ayatollah [composto con il nome arabo di Dio], usato per qualificare un dotto sciita di alto profilo.